# Antonio Sersale
Antonio Sersale (ur. 25 czerwca 1702 w Sorrento, zm. 24 czerwca 1775 w Neapolu) – włoski duchowny katolicki, kardynał, arcybiskup Neapolu.

## Życiorys
26 maja 1725 przyjął święcenia kapłańskie. 9 września 1743 został wybrany arcybiskupem Brindisi. Sakrę biskupią otrzymał 29 września 1743 w Neapolu z rąk kardynała Giuseppe Spinelliego. 16 listopada 1750 przeszedł na arcybiskupstwo Tarentu. 11 lutego 1754 objął stolicę metropolitalną Neapolu, na której pozostał już do śmierci. 22 kwietnia 1754 Benedykt XIV wyniósł go do godności kardynalskiej z tytułem prezbitera Santa Pudenziana. Brał udziału w konklawe wybierających Klemensa XIII, Klemensa XIV i Piusa VI.